# Strmica (Škofja Loka, Slovenija)
Strmica je naselje u slovenskoj Općini Škofji Loki. Strmica se nalazi u pokrajini Gorenjskoj i statističkoj regiji Gorenjskoj. 

## Stanovništvo
Prema popisu stanovništva iz 2002. godine naselje je imalo 64 stanovnika.